# Halo (canción de Depeche Mode)
Halo es una canción del grupo inglés de música electrónica Depeche Mode compuesta por Martin Gore, publicada en el álbum Violator de 1990, la cual además se realizó en vídeo promocional.

## Descripción
La canción “Halo” se dio a conocer en el álbum Violator de 1990 sin convertirse en sencillo promocional, sin embargo, tuvo una edición promocional en Inglaterra y en Estados Unidos para complementar toda la parafernalia surgida alrededor del éxito logrado por el disco.
El tema fue uno de los que provocó las reseñas más dispares, en buena parte por el carácter inclasificable de su arreglo. Algunos medios la consideraron una canción elegante, otros, seductora, y otros, simplemente una fusión original.
Comienza con un efecto que pareciera un canto de monos y una musicalización selvática. Continúa con modulaciones de sintetizador al minuto de duración una melodía compuesta con todo y sampler de bajo, así como las características notas graves del teclado de Alan Wilder. El coro a cargo de David Gahan con Martin Gore dice “Cuando nuestros mundos se hagan pedazos, cuando los muros caigan, aunque puede que lo merezcamos, habrá valido la pena”, con un cierto tinte de melancolía.
Lo más llamativo es sin duda lo inusual de su musicalización, que de algún modo remite a los primeros años de experimentalismo del rock progresivo, mezclando diversos sonidos extraños para lograr una verdadera melodía. Aunque por lo mismo pareciera una función de jazz electrónico, la canción en ningún momento cae en los patrones de música suelta improvisada.
Sobre la edición promocional, en realidad se planeaba publicarlo como sencillo regular, pero ello no se concretó.

## Vídeo promocional
“Halo” es uno de los temas de Depeche Mode de los que se ha realizado vídeo promocional sin haber sido publicados como disco sencillo; los otros son “Clean” también del álbum Violator, el tema acústico-sinfónico “Pimpf” del álbum Music for the Masses y “One Caress” de Songs of Faith and Devotion. Estos dos últimos sí fueron lados B.
El vídeo se hizo en exclusiva y solo apareció en la colección Strange Too de ese mismo año. Como la mayoría de vídeos de aquella época de auge de Depeche Mode, fue dirigido por el fotógrafo y diseñador de arte holandés Anton Corbijn, quien realizó un montaje más con forma de cortometraje que de vídeo musical tradicional. El vídeo muestra a David Gahan como el hombre fuerte de un circo, probablemente el más adinerado ya que es el único que parece tener una casa donde dormir, teniendo una relación de pareja con una payasita; la relación va desapareciendo durante el transcurso del vídeo ya que ella tiene a otro payaso como amante, interpretado por Martin Gore. Finalmente ella deja su cómoda vida con Gahan por el que vendría a ser su verdadero amor, el payaso Gore, sin importarle tener que ir a dormir a la intemperie ya que con él es feliz. La última escena muestra un celoso Gahan contemplando la felicidad de la pareja que duerme bajo su casa rodante. A todo esto, Alan Wilder y Andrew Fletcher son un par de acompañantes del espectáculo sin una participación específica en la historia. Anton Corbijn aparece en dos escenas del vídeo alimentando un asno.
Para la gira Delta Machine Tour, bajo su versión de Goldfrapp, Corbijn realizó una proyección de fondo en la que aparecía una modelo deambulando por diversos lugares en Berlín, todo encuadrado en un triángulo, el cual venía siendo la versión del halo, que al término de la interpretación se ponía en la cabeza. Sin embargo, solo en la edición del semidocumental Alive in Berlin del directo Live in Berlin se intercalan imágenes alternas de la proyección en las que la modelo termina llegando a la interpretación en el propio concierto que recoge el álbum, haciendo otra suerte de vídeo alterno; es la única interpretación de ese álbum con tal variación.

## En directo
Como todas las canciones del álbum Violator, el tema “Halo” fue uno de los más consistentes en conciertos de DM durante la correspondiente gira World Violation Tour, las que le siguieron, Devotional Tour, así como el Exotic Tour en el que Alan Wilder tocaba la batería para el tema variando su sonido hacia algo más orgánico; y hasta la gira Exciter Tour, en donde fue de los únicos temas permanentes en cada presentación. Posteriormente, se retomó para la gira Delta Machine Tour, pero en la versión realizada por Goldfrapp en 2004, que fue presentada como lado B del sencillo Enjoy the Silence 04. Posteriormente, se incorporó en algunas fechas europeas al inicio del Global Spirit Tour.
En vivo, el coro se canta a tres o hasta a cinco voces, como en el Exciter Tour, dependiendo si cuentan con acompañamiento de coristas. Como otras canciones de aquella época de apogeo del grupo, sólo se cambia el efecto de percusión electrónica por batería acústica, pues es meramente sintético. Cabe mencionar que, en esencia, “Halo” es de los pocos temas que se interpretaron exactamente igual a como aparece en el álbum hasta antes de Delta Machine Tour, ya que en esta gira decidieron incorporar la mezcla de Goldfrapp. Para el Global Spirit Tour volvió en su forma epónima.